# Viktor Evsjukov
Viktor Aleksandrovich Evsjukov (in russo Виктор Апександрович Евсюков?; Donec'k, 6 ottobre 1956) è un ex giavellottista kazako, fino al 1991 sovietico.

## Palmarès

### Mondiali
- 1 medaglia:
  - 1 argento (Roma 1987)

### Europei
- 1 medaglia:
  - 1 bronzo (Stoccarda 1986)

## Altre competizioni internazionali
1985
- Coppa Europa di atletica leggera ( Mosca)

1987
- Coppa Europa di atletica leggera ( Praga)